# إسلام هوساوي
إسلام بن أحمد بن شعيب هوساوي ؛ مواليد 27 ديسمبر 2001 في مكة، السعودية، هو لاعب كرة قدم سعودي يلعب لنادي الوحدة.

## روابط خارجية
- إسلام هوساوي على موقع قاعدة بيانات كرة القدم.إي يو (الإنجليزية)
- إسلام هوساوي على موقع Soccerway.com (الإنجليزية)
- إسلام هوساوي على موقع كووورة